# Parafia Najświętszego Serca Pana Jezusa w Białośliwiu
Parafia Najświętszego Serca Pana Jezusa w Białośliwiu - rzymskokatolicka parafia we wsi Białośliwie w dekanacie Wyrzysk w diecezji bydgoskiej.
Erygowana 1 lipca 1923 roku. Do tego czasu miejscowość leżała na obszarze parafii św. Mikołaja w Krostkowie.
Starania o utworzenie parafii w Białośliwiu czynił już proboszcz parafii w Krostkowie ks. Stefan Szonborn. 1 czerwca 1920 administratorem w Krostkowie został ks. Michał Kozal późniejszy biskup i błogosławiony.  W 1923, dzięki jego inicjatywie, Prymas Polski kard. Edmund Dalbor utworzył parafię rzymskokatolicką w Białośliwiu. Pierwszym białośliwskim proboszczem został nominowany ks. Tadeusz Kopczyński. Projekt nowego kościoła poświęconego w listopadzie 1929 wykonał architekt Kazimierz Ulatowski.
Na obszarze parafii leżą miejscowości: Białośliwie, Dworzakowo, Otylin, Pobórka Mała, Pobórka Wielka, Wymysłowo-Jańczyn.